# 神尾美智子
神尾 美智子（かみお みちこ、1992年5月29日 - ）は、日本の競技麻雀のプロ雀士。最高位戦日本プロ麻雀協会所属。岡山県津山市出身。

## 経歴
大学に入学後、麻雀を覚える。
大学卒業後、一般企業に就職するが、最高位戦のプロテストを受験することを決意し、合格。現在、企業に務めながらプロ雀士としても活動中。現在正規リーグは同団体のD2リーグ、女流Bリーグに所属。

## 雀風・人物
- 好きな映画は『バタフライ・エフェクト』
- 好きな食べ物はしらす
- 好きな言葉は「捲土重来」